# خوان کروز گونزالس
خوان کروز گونزالس (انگلیسی: Juan Cruz González؛ زادهٔ ۲ دسامبر ۱۹۹۶) بازیکن فوتبال اهل آرژانتین است.